# Mödling
Mödling osztrák város, Alsó-Ausztria Mödlingi járásának központja. 2022 januárjában 20 531 lakosa volt. 

## Elhelyezkedése

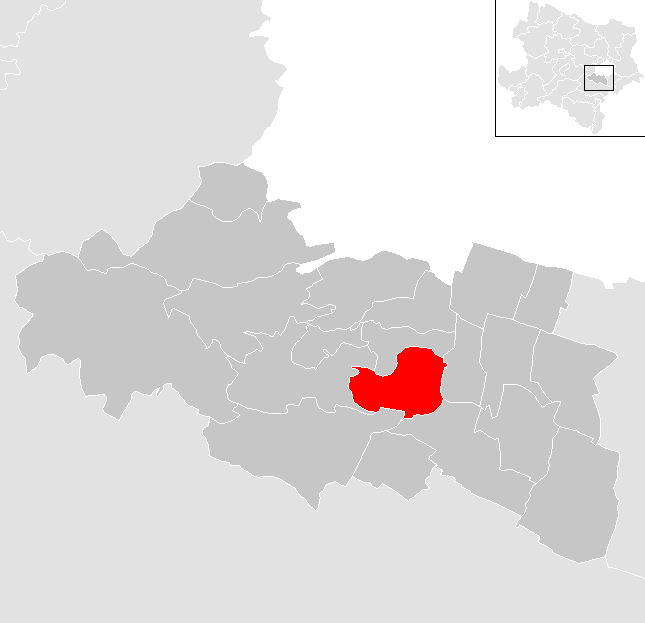
Möding a Mödlingi járásban

Mödling a tartomány Industrieviertel régiójában fekszik, a Bécsi-medence és a Bécsi-erdő találkozásánál, a Mödlingbach folyó mentén, Bécstől 16 km-re délre. Területének 35,5%-a erdő, 8,1% áll mezőgazdasági művelés alatt. 
A környező önkormányzatok: északra Maria Enzersdorf, keletre Wiener Neudorf, délkeletre Guntramsdorf, délnyugatra Gaaden, nyugatra Hinterbrühl.

## Története

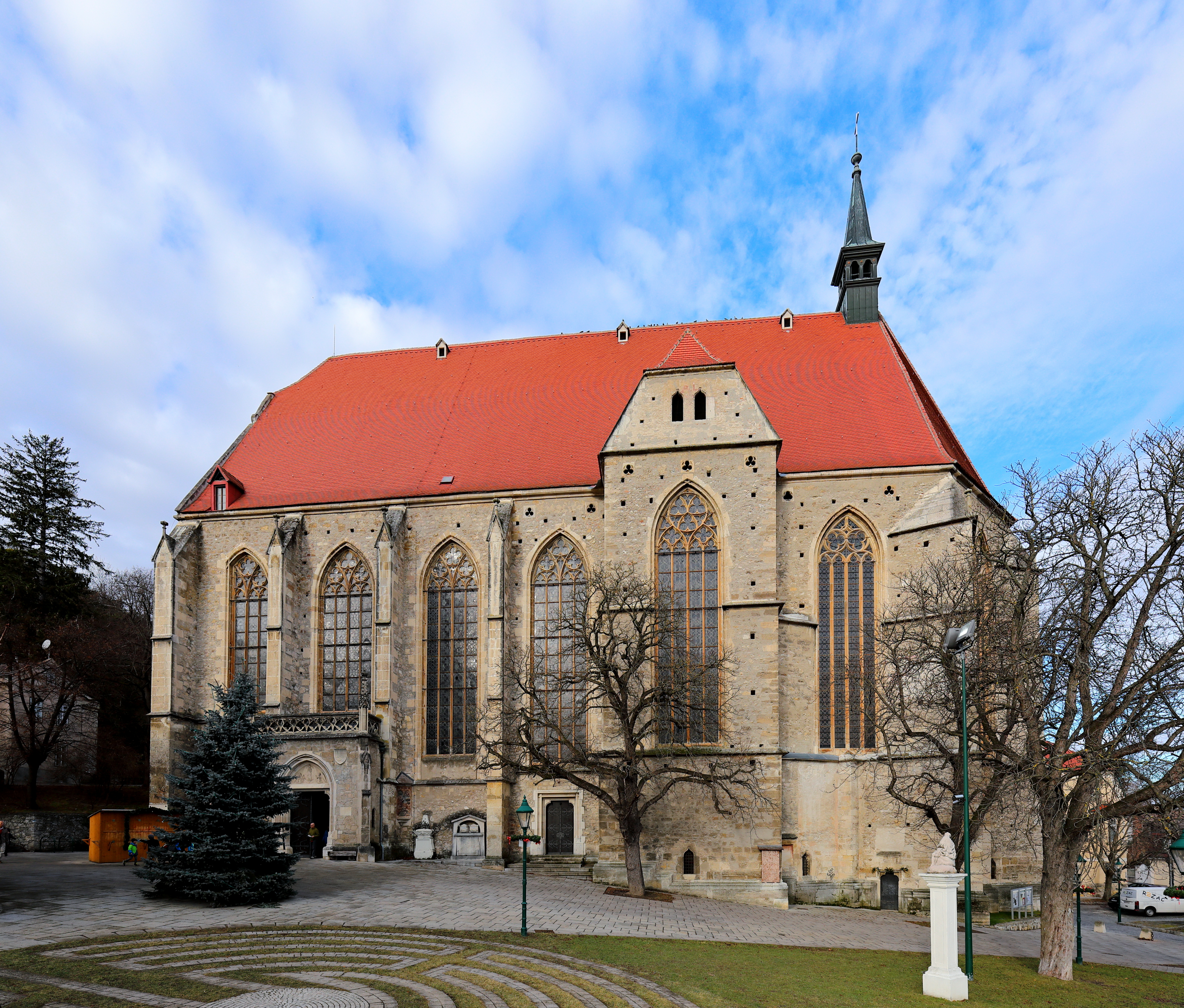
A Szt. Otmár-plébániatemplom

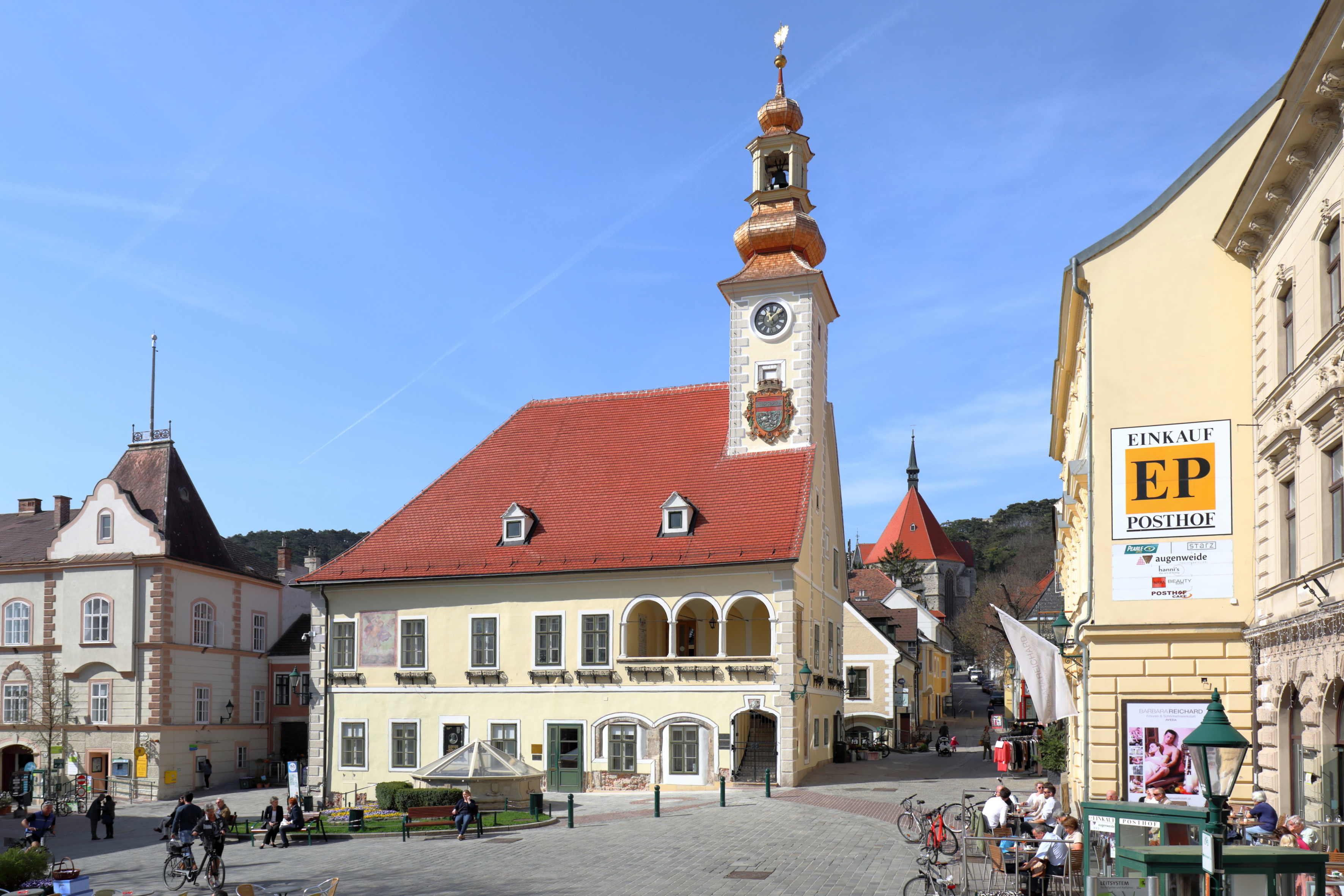
A régi városháza

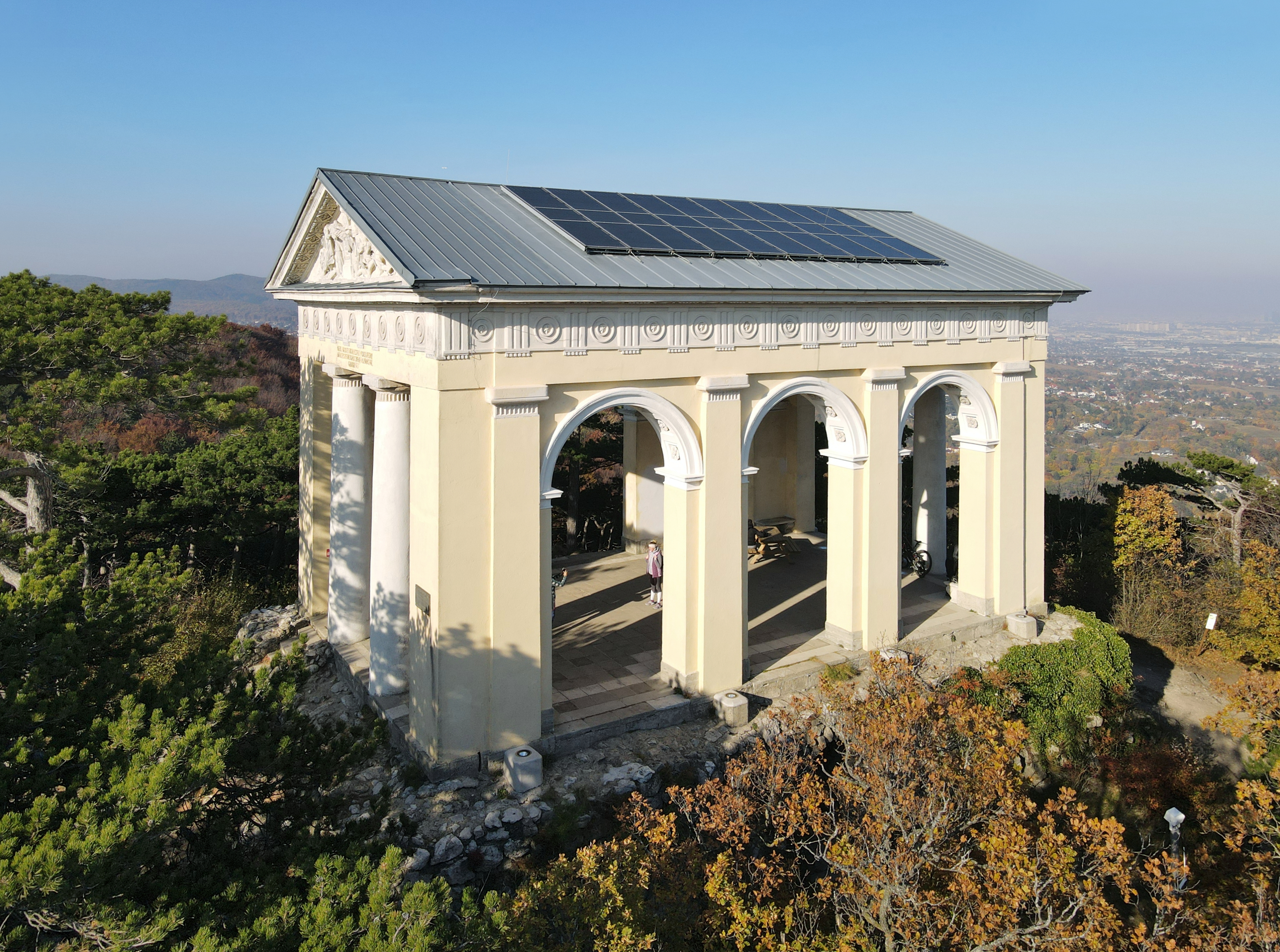
A Huszártemplom

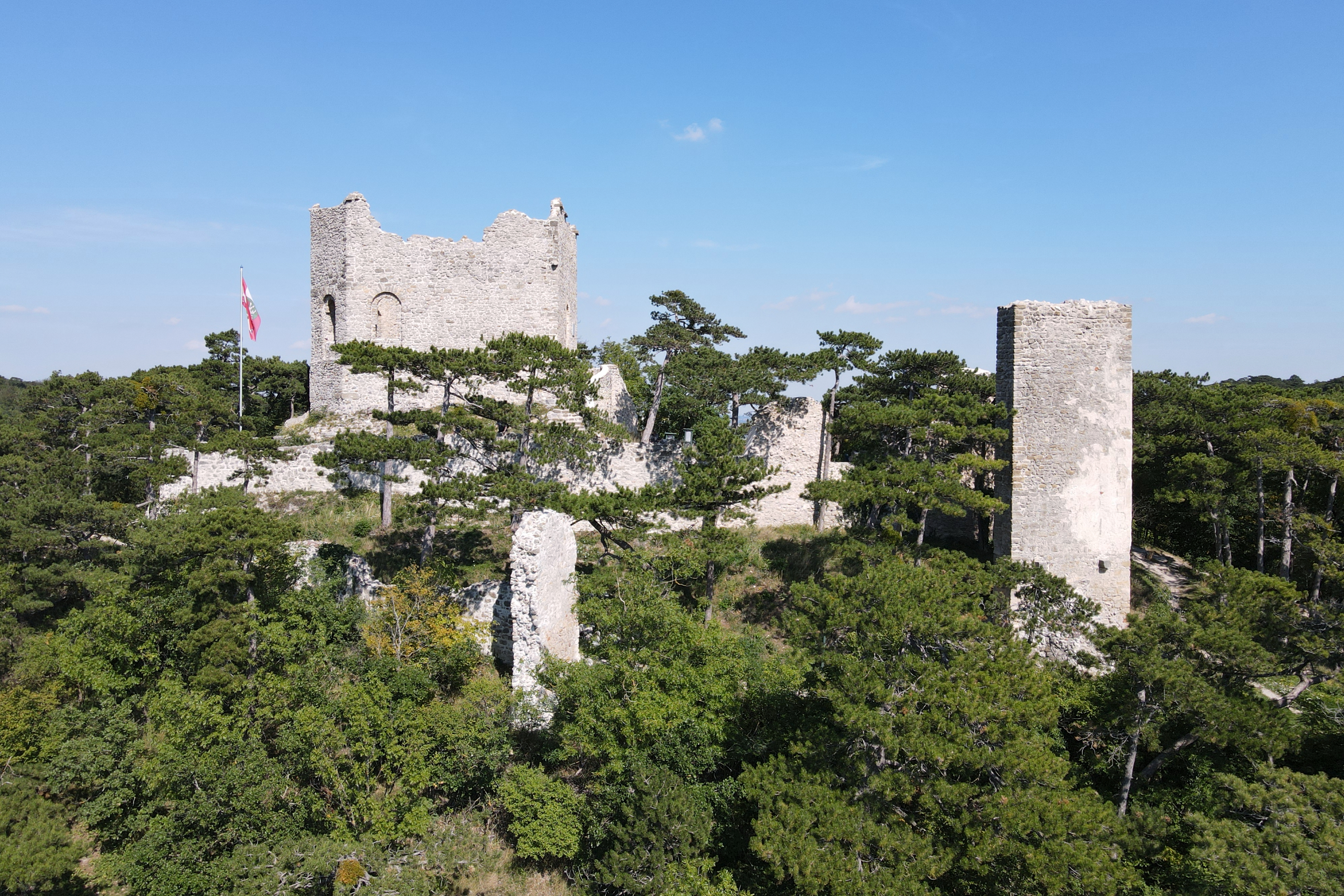
A mödlingi vár

A város területe az újkőkor óta lakott. A népvándorlás korából egy longobárd temetőt, valamint egy mintegy 500 sírt tartalmazó avar temetőt tártak fel a régészek. Miután a Frank Birodalom 803-ban meghódította a térséget, megépült egy Szt. Mártonnak szentelt templom (a mai Árvaházi templom helyén), ez volt az akkori település központja. Szintén a 9. században épült a mai Szt. Otmár-templom első, karoling kori elődje is. Mödling első említése egy 903-as, két püspök közötti birtokcserét szentesítő oklevélből származik. A települést a kalandozó magyarok 907-ben valószínűleg elpusztították és csak a 955-ös augsburgi csata után telepítették újra mai helyén. A régi központot jeltő Szt. Márton-templom 1475-ig plébániatemplomul szolgált, Bécs 1683-as ostromakor a törökök elpusztították és 1787-ben lebontották. Mödling önálló egyházközségét 1113-ban említik először. Birtokosa 1140-ben az a Hugo von Petronell volt, aki a közelben felépíttette Liechtenstein várát (nemzetségének későbbi névadóját). 1177-ben a Babenbergek szerezték meg, akik felépítették várát és a család egyik oldalága lakott benne, amíg 1236-os kihalásukkor a hercegre nem szállt a birtok. Néhány évvel később kihalt a hercegi család és az Ausztriáért folytatott harcban 1252-ben a magyarok feldúlták és kifosztották a települést. A Bécs mellett, előnyös helyen fekvő település gyorsan magához tért és 1343-ban II. Habsburg Albert herceg mezővárosi jogokat adományozott neki; fallal is körbevették, amely egészen a 19. századig állt. A 15. századra Mödling Alsó-Ausztria egyik legfontosabb borpiacává fejlődött és pallosjoggal is rendelkezett. 1458-ban III. Frigyes császártól címert kapott.   
Bécs 1529-es ostroma során Mödling nagy része elpusztult. A reformáció után lakosságának többsége (1580-ban 90%-a) protestánssá vált, de az ellenreformáció erőfeszítéseinek köszönhetően a 17. század folyamán rekatolizáltak; ebben nagy szerepe volt az 1631-ben alapított kapucinus kolostornak, amelyet később II. József bezáratott. 1679-ben pestis pusztított a településen, majd Bécs 1683-as ostromakor lakosságának jelentős részét a törökök megölték vagy elhurcolták; stájer telepesekkel kellett újjáéleszteni Mödlinget. Az utolsó, 1713-as pestisjárványban 90-en vesztették életüket; emléküket egy pestisoszlop őrzi. A 18. század folyamán fokozatosan felhagytak a szőlőtermesztéssel és a mezőváros iparosodott; ennek első képviselője az 1773-ban alapított selyemüzem volt. A napóleoni háborúk során, 1805-ben és 1809-ben franciák szállták meg az akkor mintegy kétezres lakosságú városkát. 
Az 1841-ben megépült Déli vasúttal Mödling igen korán becsatlakozhatott a vasúti hálózatba. 1845-től innen indították a Laxenburgi vasutat (amelyet a második világháború után megszüntettek). Az 1848-as forradalom idején munkásmegmozdulásokra került sor, de ezek nem kapcsolódtak a bécsi polgárforradalomhoz. 1850-ban Vincenz Prießnitz módszerét követő hidegvizes gyógyfürdő nyílt Mödlingben, amely idővel szanatóriummá növekedett. 1831-ben és 1866-ban a települést sem kerülte el az országos kolerajárvány. 1872-ben jelentős iparfejlesztésre került sor, megalapították a mödlingi mozdonygyárat, amely mellé munkáskolónia is épült. Három évvel később Mödling elnyerte a városi rangot és bevezették a gázvilágítást. Itt rendszeresítették az ország első villamosított vasútját és Mödlingben, 1886-ban indult el az első rendszeresen közlekedő villamosjárat is, amellyel Bécsbe lehetett bejutni. 1904-ben ide helyezték át a Császári és Királyi Katonai Műszaki Akadémiát. 
A jelentős iparral rendelkező városban erős volt a munkásmozgalom és 1919-ben először választottak szocialista polgármestert. 1925-ben szélsőjobboldali aktivisták meggyilkolták a szociáldemokrata párt helyi vezetőjét, Leopold Müllert. Az 1934-es osztrák polgárháború során a szocialistákat ostrom alá vették a paramilitáris Heimwehr osztagai, majd a szövetségi hadsereg egységei is; a lövöldözésben két szocialista és egy járókelő vesztette életét. Az 1938-as Anschluss után számos mödlingit letartóztattak, meggyilkoltak vagy elűztek, köztük a 400 fős zsidó közösség 300 tagját. Ugyanezen év novemberében a kristályéjszaka során lerombolták a zsinagógát. A nemzetiszocialista kormányzat létrehozta Nagy-Bécset és környező településekhez hasonlóan Mödlinget is beolvasztották a főváros 24. kerületébe (1954-ben visszanyerte önállóságát). A második világháború alatt kényszermunkatáborokat állítottak fel a városban, ahol a foglyokat többek között a fémárugyárban dolgoztatták. A háború végén a szovjet hadsereg 1945. április 5-6-án foglalta el a várost. A visszavonuló nácik felgyújtották a pártházat. Mödling 1955-ig szovjet megszállás alatt maradt. A háború után a legtöbb helyi vasútvonalat megszüntették és buszjáratokkal pótolták azokat. 1976-ban – Ausztriában elsőként – lezárták a városközponton áthaladó főutat és a centrumot gyalogoszónának nyilvánították. 2000-től a városon átfolyó, szabályozott Mödlingbachot fokozatosan renaturizálták.   

## Lakosság
A mödlingi önkormányzat területén 2022 januárjában 20 531 fő élt. A lakosságszám 1991 óta 20 ezerben stabilizálódott. 2020-ban az ittlakók 82,4%-a volt osztrák állampolgár; a külföldiek közül 3,8% a régi (2004 előtti), 7,5% az új EU-tagállamokból érkezett. 3,7% az egykori Jugoszlávia (Szlovénia és Horvátország nélkül) vagy Törökország, 2,7% egyéb országok polgára volt. 2001-ben a lakosok 59,4%-a római katolikusnak, 8,4% evangélikusnak, 4,1% ortodoxnak, 3,1% mohamedánnak, 19% pedig felekezeten kívülinek vallotta magát. Ugyanekkor a legnagyobb nemzetiségi csoportokat a németek (84,8%) mellett a szerbek (3,4%), a horvátok (1,9%), a magyarok (1,2%) és a törökök (1,2%) alkották.
A népesség változása:

| 2016 | 20 739 |
| 2018 | 20 555 |

## Látnivalók

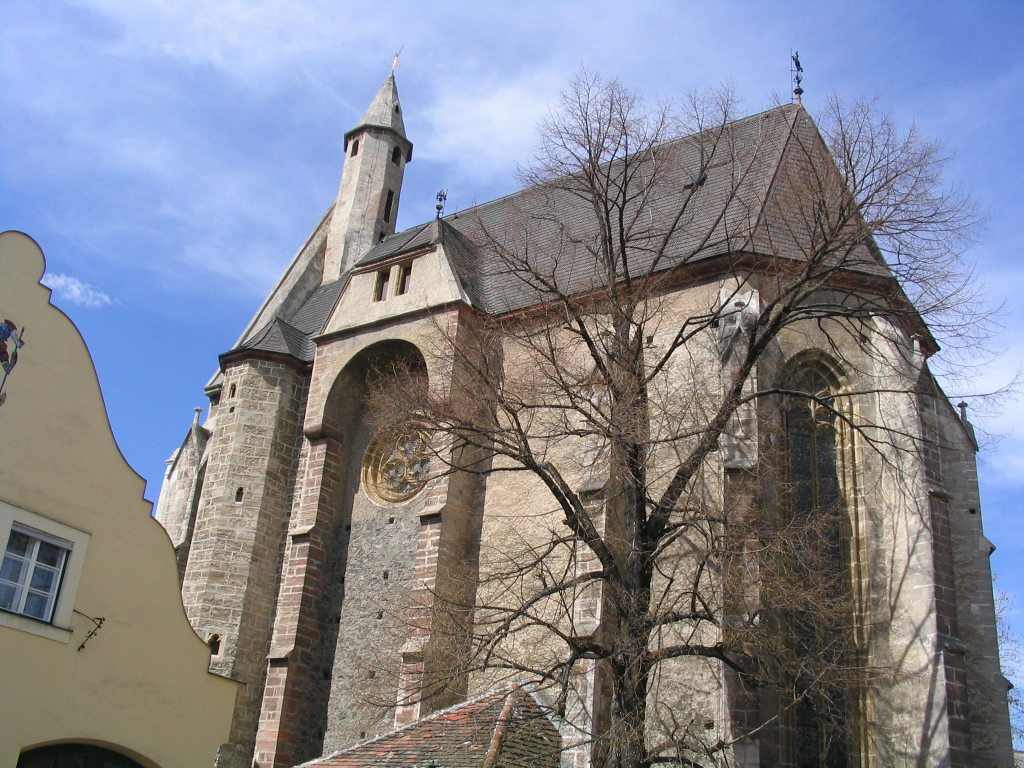
Az ispotályos templom

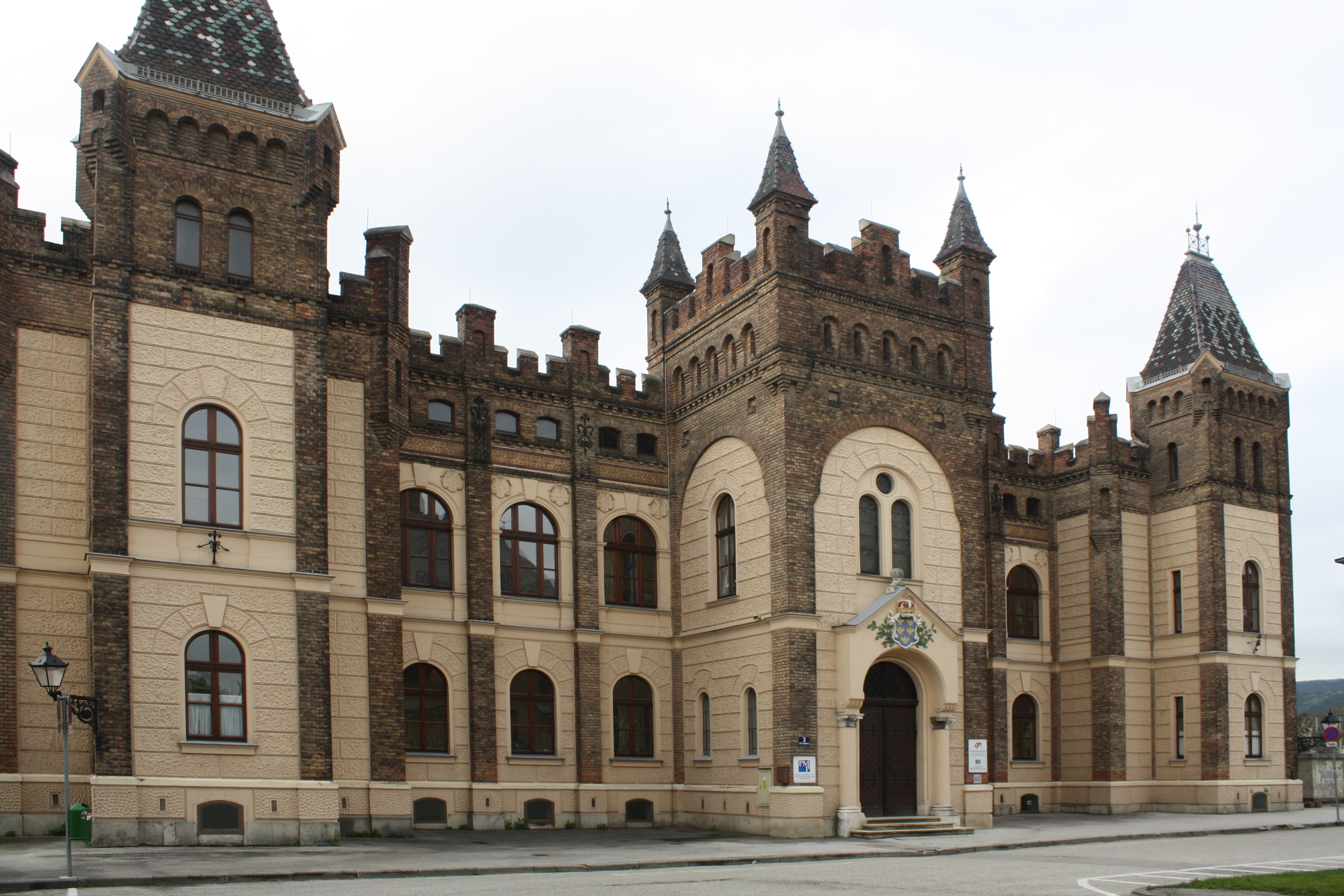
A volt árvaház (ma főiskola)

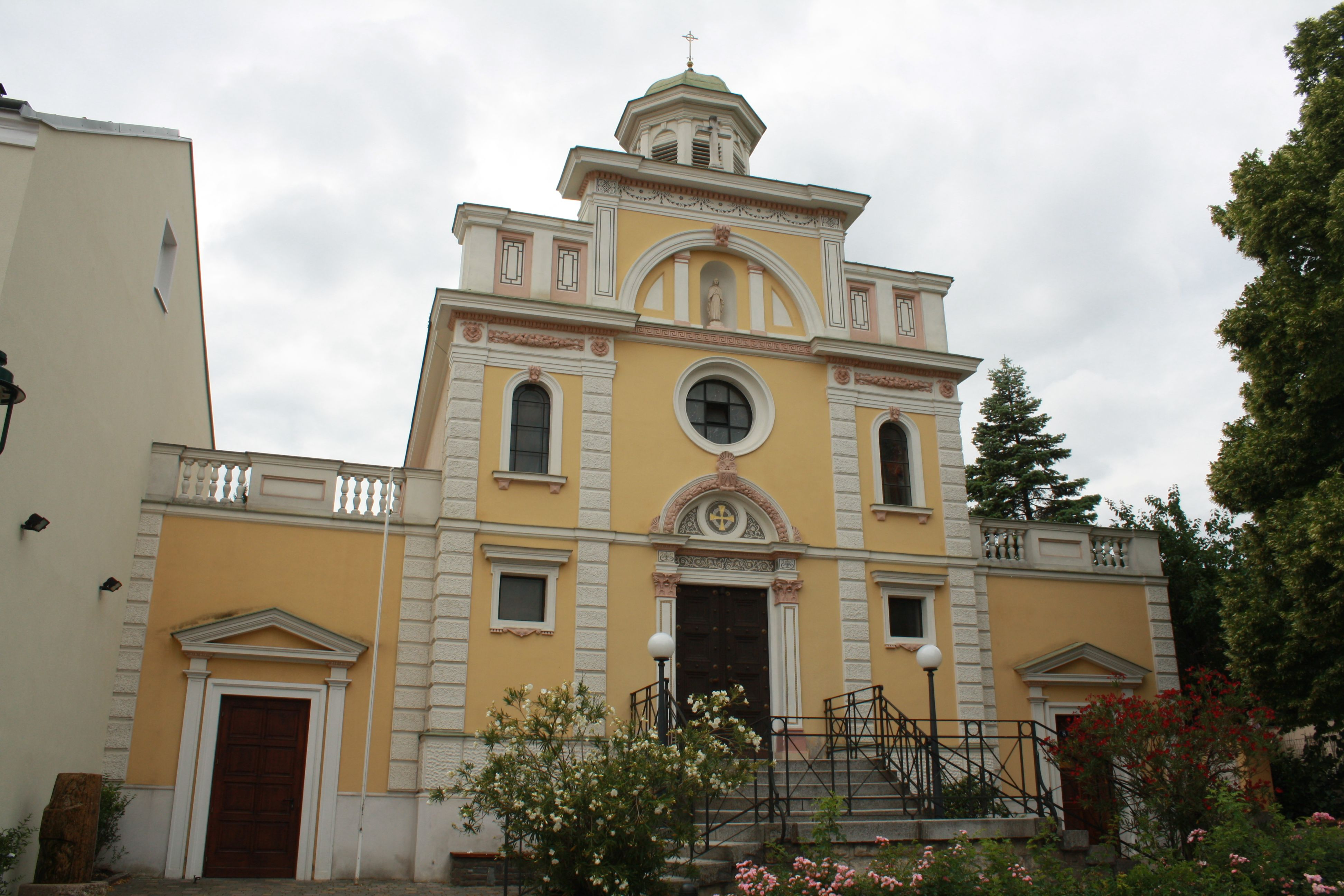
Az evangélikus templom

- a 15. századi gótikus Szt. Otmár-plébániatemplom
- az ispotályos templom (vagy Szt. Egyed-templom)
- az evangélikus templom
- a régi városháza
- a mödlingi vár romjai
- az ún. Huszártemplom
- a volt árvaház
- a városi múzeum a Thonetschlössl kastélyában
- a néprajzi múzeum
- a közlekedési múzeum
- a Beethowen-múzeum és a Schönberg-múzeum

## Oktatás
Mödlingben 17 óvoda, négy általános és két középiskola, egy politechnikum, egy műszaki főiskola (a Császári és Királyi Katonai Műszaki Akadémia) utódja, egy kereskedelmi főiskola, egy gazdasági főiskola, egy divat- és ruhaipari főiskola és egy népfőiskola működik.

## Híres mödlingiek
- Maria Janitschek (1859–1927), író
- Otto Brunner (1898–1982), történész
- Michael Spindelegger (1959-), politikus, külügyminiszter, pénzügyminiszter, alkancellár
- Manfred Zsak (1964-), labdarúgó, 49-szeres válogatott
- Karin Gayer (1969-), író
- Patrick Konrad (1991-), kerékpárversenyző
- Lisa Makas (1992-), labdarúgó, 74-szeres válogatott

### Magyar vonatkozások
- Itt hunyt el 1910-ben Emmer Kornél jogi doktor, kúriai bíró.
- Itt született 1825-ben Forgách Károly vadgazda és vadászati szakíró, főrendiházi tag
- Itt született 1833-ban Henneberg Károly magyar származású császári és királyi altábornagy, a honvéd lovasság főfelügyelője, parancsnoka.
- Itt tanult Bartha Károly (1884–1964) magyar katona, honvédelmi miniszter.
- Itt tanult Keresztes-Fischer Lajos Mihály Ferenc (1884–1948) magyar katona.
- Itt tanult Schindler Szilárd (1887–1943) vezérezredes, magyar katonatiszt, katonai attasé.
- Itt tanult Ruszkiczay-Rüdiger Imre (1889–1957) magyar vezérezredes, honvédelmi miniszterhelyettes a második világháború idején.
- Itt tanult Maier József (1889–1958) az Osztrák–Magyar Monarchia 7 légi győzelmet elérő ászpilótája volt az első világháborúban.
- Itt tanult Feketehalmy-Czeydner Ferenc (1890–1946) magyar katonatiszt, vezérezredes, az újvidéki vérengzés szervezője, majd önkéntes az SS-ben SS-Obergruppenführer rendfokozatban és a Szálasi-kormány alatt a honvédelmi miniszterhelyettes.
- Itt tanult Ujszászy István (1894–1948?) vezérőrnagy.
- Itt tanult Hollósy-Kuthy László (1896–1979) magyar katonatiszt az első és a második világháború idején.
- Itt tanult Gaál Jenő (1929–2020) verbita szerzetes, misszionárius, a Cursillo mozgalom magyarországi meghonosítója.
- Itt tanult Zsoldos Imre (1931–2009) verbita szerzetes, egyetemi tanár, misszionárius, nyelvész, költő, műfordító.
- Itt tanított Német László (1956) verbita szerzetes, a Nagybecskereki egyházmegye katolikus püspöke.
- Itt dolgozott Gerevich Pál (1948) magyar vívó, vívóedző, kétszeres olimpiai bronzérmes, négyszeres világbajnok, 1977-ben egyéni világbajnok, többszörös magyar bajnok.

## Testvértelepülések
- Esch an der Alzette (Luxemburg)
- Offenbach am Main (Németország)
- Puteaux (Franciaország)
- Zimony (Szerbia)
- Velletri (Olaszország)
- Kőszeg (Magyarország)
- Vsetín (Csehország)
- Obzor (Bulgária)
- Zottegem (Belgium)
- Dirmstein (Németország)

## Fordítás
- Ez a szócikk részben vagy egészben  a   Mödling című német Wikipédia-szócikk ezen változatának fordításán alapul.  Az eredeti cikk szerkesztőit annak laptörténete sorolja fel. Ez a jelzés csupán a megfogalmazás eredetét és a szerzői jogokat jelzi, nem szolgál a cikkben szereplő információk forrásmegjelöléseként.